# Kingler
Kingler (japanski: キングラー Kingurā) jedan je od 1025 fiktivnih vrsta Pokémona iz medijske franšize Pokémon, skupa Pokémon videoigara, animiranih serija, manga stripova, knjiga, igraćih karata i drugih medija kojima je tvorac Satoshi Tajiri. Svrha je Kinglera u videoigrama, animiranoj seriji i manga stripovima, kao i svrha ostalih Pokémona, borba s divljim Pokémonima – neukroćenim stvorenjima koje igrači i likovi pronalaze dok kreću na razne avanture – i pripitomljenim Pokémonima drugih Pokémon trenera.

## Etimologijaimena
Ime Kingler dolazi od kombinacije engleskih riječi "king" = kralj i "angler" = ribolovac. Riječ "king" odnosi se na njegovu sličnost s kraljevskom rakovicom, a riječ "angler" odnosi se na njegovu spretnost pri hvatanju ribe. 
Kingler je jedan od nekoliko Pokémona čije se ime nije promijenilo s prelaskom iz japanskog u engleski jezik (još je jedan takav primjer Pikachu).

## Pokédex podaci
- Pokémon Red/Blue: Velika kliješta imaju silu razbijanja 10,000 konjskih snaga. Međutim, njihova divovska veličina otežava mu korištenje.
- Pokémon Yellow: Kandža brzo raste i snažna je poput čelika. Ima snagu od 10,000 KS. Međutim, preteška je.
- Pokémon Gold: Jedva podiže masivnu kandžu. Zbog velike veličine otežano mu je pravilno ciljanje.
- Pokémon Silver: Njegova kliješta narastu poprilično velika. Ako ih digne prebrzo, gubi ravnotežu i posrće.
- Pokémon Crystal: Njegova prekomjerna kandža veoma je snažna, ali izvan borbe, samo stoji na putu.
- Pokémon Ruby/Sapphire: Kingler ima ogromnu prekomjernu kandžu. Maše njome u zraku da komunicira s drugima. Međutim, pošto je tako teška, Pokémon se brzo umori.
- Pokémon Emerald: Maše svojoj ogromnom prekomjernom kandžom u zraku da komunicira s drugima. No pošto je jako teška, Pokémon se brzo umori.
- Pokémon FireRed: Njegova velika i snažna kliješta imaju jačinu 10,000 konjskih snaga. Međutim, zbog veličine otežava kretanje.
- Pokémon LeafGreen: Velika kliješta imaju silu razbijanja 10,000 konjskih snaga. Međutim, njihova divovska veličina otežava mu korištenje.
- Pokémon Diamond/Pearl: Njegova velika i snažna kliješta imaju jačinu 10,000 konjskih snaga. Međutim, njihova težina otežava ciljanje.

## U videoigrama
Kingler je dostupan u igrama Pokémon Red, Blue, Yellow, Gold, Silver i Crystal, no u velikoj ga se većini igara mora razviti iz njegovog prethodnog oblika Krabbyja na 28. razini. U igrama treće generacije za Game Boy Advance konzolu, Kinglera se može pronaći u verzijama Pokémon FireRed i LeafGreen, iako su on i Krabby češći u LeafGreen verziji nego u FireRed verziji.
Od treće generacije Pokémona, Kingler je jedan od Pokémona s najvišom Attack statistikom, veoma visokom Defense statistikom, prosječnim Speed statusom, i ispod prosječnim HP, Special Attack i Special Defense statistikama. 

## Tehnike
| Prirodne tehnike             | Prirodne tehnike | Prirodne tehnike |
| ---------------------------- | ---------------- | ---------------- |
| Tehnika                      | Vrsta tehnike    | Razina           |
| Igranje u blatu (Mud Sport)  | Zemljani         |                  |
| Mjehurići (Bubble)           | Vodeni           |                  |
| Škripac (ViceGrip)           | Normalni         |                  |
| Opaki pogled (Leer)          | Normalni         |                  |
| Otvrdnjavanje (Harden)       | Normalni         |                  |
| Mjehurasti mlaz (Bubblebeam) | Vodeni           |                  |
| Hitac blatom (Mud Shot)      | Zemljani         |                  |
| Metalna kandža (Metal Claw)  | Čelični          |                  |
| Topot (Stomp)                | Normalni         |                  |
| Zaštita (Protect)            | Normalni         | 32               |
| Giljotina (Guillotine)       | Normalni         | 37               |
| Tresak (Slam)                | Normalni         | 44               |
| Slana voda (Brine)           | Vodeni           | 51               |
| Račji čekić (Crabhammer)     | Vodeni           | 56               |
| Mlatilo (Flail)              | Normalni         | 63               |

## Statistike
| HP:      | 55  |  |
| Attack:  | 130 |  |
| Defense: | 115 |  |
| Special: | 50  |  |
| SpAtk:   | 50  |  |
| SpDef:   | 50  |  |
| Speed:   | 75  |  |

Statistika Special korištena je samo tijekom prve generacije; kasnije je podijeljenja na Special Attack i Special Defense statistike.

## U animiranoj seriji
Nakon što je Ashov Krabby evoluirao u Kinglera u njegovom prvom meču tijekom Indigo lige, pobijedio je Seadru i Golbata, no izrazito je rijetko korišten u borbama u Johto i Kanto regiji, iako je korišten tijekom Whirpool natjecanja, kada je pobijedio Mistyinog Poliwhirla, no izgubio je od Mistyina Psyducka. Ash je isto namjeravao koristiti Kinglera u Johto ligi, no nesreća koju su uzrokovala tri Voltorba ozlijedila je Kinglera te se radi toga nije mogao boriti. Ashov Kingler i dalje živi u laboratoriju profesora Oaka, te je još jednom viđen u epizodi "The Right Place At The Right Time". 